# 이여
이여(李畲, 1645년∼1718년)는 조선의 문신이다. 자는 자삼(子三) 또는 치보(治甫), 호는 포음(浦陰) 또는 수곡(睡谷), 시호는 문경(文敬), 본관은 덕수이다.

## 생애
송시열 문하에서 학문을 닦았으며 숙종 때 문과에 급제하여 부제학이 되었다. 그러나 1689년 기사환국으로 송시열과 함께 벼슬에서 쫓겨났다. 1694년 갑술옥사로 남인들이 벼슬에서 쫓겨나자 형조참판이 되었으며, 인현왕후가 복위될 때에 중궁 복위 고명문 제술관으로 일하였다. 그 후 판중추 부사가 되어 옳은 정치를 위해 많은 노력을 하였다. 숙종 때 문과에 급제해 검열, 홍문관정자, 수찬, 정언, 부수찬, 헌납, 이조좌랑, 이조정랑, 부응교, 집의, 헌납, 사인 등 청요직과 옥당을 두루 거쳤고, 동부승지와 이조참의, 부제학, 대사간을 하다 기사환국으로 벼슬에서 쫓겼다가 갑술환국으로 복귀해 형조참판으로 임명되고, 홍문관제학과 동지경연사, 대사성, 부제학, 도승지를 거쳐 이조참판, 공조참판, 동지의금부사, 대사성, 예문관제학을 한 뒤 예조판서, 동지사, 한성부판윤, 대사헌, 경기도관찰사, 이조판서, 예문관제학, 좌참찬, 대제학, 동지경연, 우참찬, 지경연사, 판의금부사를 하다 우의정과 좌의정을 거쳐 영의정이 된다. 뒤에 판중추부사를 거쳐 영중추부사가 된다.

## 가족 관계
- 고조부 : 이섭(李涉)
  - 증조부 : 이안성(李安性)
    - 할아버지 : 이식(李植)
      - 아버지 : 이신하(李紳夏)
      - 어머니 : 신후완의 딸
      - 숙부 : 이단하(李端夏)
        - 부인 : 임좌의 딸